# Zbojné
Zbojné é um município da Eslováquia, situado no distrito de Medzilaborce, na região de Prešov. Tem 18,16 km² de área e sua população em 2018 foi estimada em 175 habitantes.

## Demografia
| Ano:        | 1994 | 2004    | 2014 | 2024   |
| ----------- | ---- | ------- | ---- | ------ |
| Broj ljudi: | 265  | 200     | 178  | 161    |
| Razlika:    |      | -24,52% | -11% | -9,55% |

| Ano:               | 2023 | 2024   |
| ------------------ | ---- | ------ |
| Número de pessoas: | 159  | 161    |
| Diferença:         |      | +1,25% |